# Stephen Chow (aktor)
Stephen Chow (ur. 22 czerwca 1962 w Hongkongu) – chiński aktor filmowy pochodzący z Hongkongu, ochrzczony przez lokalne media „królem komedii" i specjalizujący się w filmach kung-fu. Grał m.in. w Shaolin soccer (pinyin: Shàolín Zúqiú), czy Kung fu szał (pinyin: Gōngfu, ang. Kung Fu Hustle).

## Filmografia
- Final Justice (1988)
- Faithfully Yours (1988)
- Dragon Fight (1989)
- Tragic Heroes (1989)
- Thunder Cops II (1989)
- Love Is Love (1990)
- My Hero (1990)
- Lung Fung Restaurant (1990)
- The Unmatchable Match (1990)
- Curry and Pepper (1990)
- Sleazy Dizzy (1990)
- Look Out, Officer! (1990)
- All for the Winner (1990)
- When Fortune Smiles (1990)
- Triad Story (1990)
- Tricky Brains (1990)
- Legend of the Dragon (1990)
- God of Gamblers II (1991)
- The Top Bet (1991)
- Fist of Fury 1991 (1991)
- Fight Back to School (1991)
- God of Gamblers Part III Back to Shanghai (1991)
- Magnificent Scoundrels (1991)
- The Banquet (1991)
- The Gods Must Be Crazy III (1991) (Narrator)
- Fist of Fury 1991 II (1992)
- The Thief of Time (1992)
- All's Well, Ends Well (1992)
- Fight Back to School II (1992)
- Justice, My Foot (1992)
- Royal Tramp (1992)
- Royal Tramp II (1992)
- King of Beggars (1992)
- Fight Back to School III (1993)
- My Hero 2 (1993) (cameo)
- Flirting Scholar (1993)
- The Mad Monk (1993)
- Love on Delivery (1994)
- Hail the Judge (1994)
- From Beijing with Love (1994)—also writer and director
- A Chinese Odyssey Part One: Pandora's Box (1995)
- A Chinese Odyssey Part Two: Cinderella (1995)
- Out of the Dark (1995)
- Sixty Million Dollar Man (1995)
- Forbidden City Cop (1996)—also writer and director
- God of Cookery (1996)
- All's Well, Ends Well 1997 (1997)
- Lawyer Lawyer (1997)
- The Lucky Guy (1998)
- Hei kek ji wong (1999)—also writer and director
- Wspaniały (1999) (cameo in a deleted scene)
- The Tricky Master (1999)
- Shaolin Soccer (2001)—also writer and director
- Kung Fu Szał (Kung Fu Hustle)(2004)—also writer and director
- CJ7 (2008)—also writer and director
- Shaolin Girl (2008; producent)
- Dragonball: Ewolucja (2009; producent)
- Jump (2009; producent, scenarzysta)
- CJ7: The Cartoon (2010; producent, scenarzysta)
- Journey to the West: Conquering the Demons (2013; producent, reżyser, scenarzysta)
- Syrena (2016; producent, reżyser, scenarzysta)